# Svævebane
En svævebane er et transportmiddel for personer og varer, som især findes i bjergrige egne. Den består i sin grundform af kabler, der er udspændt mellem start- og slutsted, og på hvilke der hænger stole eller lukkede kabiner, hvori passagerer og last transporteres.

## Definition
Ordet svævebane dækker en hvilken som helst variation af transportsystemer, som baserer sig på tovværk, stålwirer eller stålkabler udspændt mellem to eller flere punkter og som derved kan flytte vogne eller stole i en forudbestemt retning.

## Typer
Der findes flere variationer af svævebaner, bl.a.:
- Gondolbane,

en lukket kabine til persontransport og til varetransport af en vis størrelse. De enkelte 'gondoler' er fastspændte på kablet, som løber i en lukket sløjfe mellem to eller flere stationer og som drives rundt af en elektromotor.
- Kabelsporvogn,

ligner gondolbanen, men kører på fastspændt wire, hvor vognen trækkes frem og tilbage ved hjælp af endnu et kabel.
- Lastsvævebane,

som oftest åbne containere eller vogne beregnet til varetransport, anvendes fx til transport fra miner i vanskeligt farbare egne.
- Stolelift,

ophængte stole der føres frem i sløjfe ligesom gondolbanens vogne og hvori passagererne sidder.
- Skilift,

anden betegnelse for stolelift.
- Træklift

anordning, som skiløbere kan hæfte sig på og derved blive trukket opad. Skiene forbliver på jorden.

## Variationer
Variationer af beslægtede transportmidler:
- Kabelbane,

hvor vognene fremføres på skinner, trukket af wire eller kabel.
- Tandhjulsbane,

hvor vognene fremføres på skinner, trukket helt eller delvist af et tandhjul.